# Filarétovka
Filarétovka (en rus: Филаретовка) és un poble del krai de Primórie, a l'Extrem Orient de Rússia, que en el cens del 2010 tenia 329 habitants.